# 3 Ninjas Knuckle Up
3 Ninjas Knuckle Up (conocida en Hispanoamérica como 3 Ninjas contraatacan), es una película de artes marciales y comedia, secuela de las películas 3 Ninjas (1992) y 3 Ninjas Kick Back (1994). Fue dirigida por el director surcoreano Shin Sang-ok bajo el seudónimo de "Simon Sheen".
A pesar de haber sido estrenada en 1995, un año después de 3 Ninjas Kick Back, en realidad se rodó en 1992 y fue estrenada tres años después debido a problemas legales.

## Argumento
Durante las vacaciones de verano con su abuelo Mori, los niños se encuentran con un grupo de hombres agrediendo a una niña llamada Jo en una pizzería. Los tres les dan a los hombres una buena lección y son elogiados por sus técnicas de artes marciales. A pesar de sus esfuerzos, su abuelo Mori los pone a trabajar en la pizzería para pagar los daños y perjuicios que provocaron, tratando de enseñarles una lección de humildad. Jo se encuentra con los chicos más tarde y les explica que los hombres están bajo el mando de JJ, un empresario industrial que está descargando ilegalmente contenidos tóxicos en los límites con su pueblo, pero que sin pruebas no pueden hacer nada. El padre de Jo había ido a investigar, pero jamás volvió. Colt, quién aparentemente se siente atraído por Jo promete ayudar. Montan un plan de escape para rescatar a su padre, lo que resulta un éxito. Pasan la noche celebrando con la tribu y consiguen las gracias por ayudarlos. El padre de Jo tiene una cita en la corte con pruebas significativas para poner a JJ fuera del negocio para siempre y salvar a su pueblo. Sin embargo, JJ hace arreglos para que Jo sea secuestrada y convencer a su padre para falsificar su declaración, por lo que no tiene otra opción.
Sin embargo el secuestro de Jo no pasa desapercibido por los tres hermanos ninjas, y ellos obtienen información de donde se encuentra Jo y conducen un auto para liberarla y volver antes de que el juicio se celebre y todo el duro trabajo de su padre se pierda a cambio de nada. Después de enfrentarse a un pequeño grupo de hombres armados, logran llegar a la corte antes de que su padre falsifique la evidencia real, admite su error y da la verdadera envidencia y el juez juzga el caso y termina con la empresa que produce los residuos, para la furia e indignación de JJ. Jo mira a su alrededor buscando a sus amigos los "héroes" del día, pero no están en ninguna parte. Rocky se da cuenta de las palabras de Mori, de una flor cuando florece y van hacia la casa de abuelo, comparten lo que descifraron: una flor no muestra su belleza, sino que está ahí para que alguien la encuentre, y Mori está feliz de que sus nietos hayan entendido que es la humildad.

## Reparto
- Victor Wong como Mori Tanaka
- Michael Treanor como Samuel "Rocky" Douglas Jr.
- Max Elliott Slade como Jeffrey "Colt" Douglas
- Chad Power como Michael "Tum-Tum" Douglas
- Crystle Lightning como Jo
- Charles Napier como Jack Harding
- Patrick Kilpatrick como J.J.
- Donal Logue como Jimmy
- Scott MacDonald como Eddy
- Don Shanks como Charlie
- Sheldon Peters Wolfchild como Lee
- Nick Ramus como Jefe Roundcreek
- Vincent Schiavelli como Alcalde
- Selina Jayne como Madre de Jo
- Don Stark como Alguacil
- Dennis Holahan como Dean Thompson